# Västbyggeby
Västbyggeby är en större by i Hedesunda socken, Gävle kommun. Byn finns vid den västra kanten av Hedesundaslätten. Gamla stavningar: Vässbybby, Wesbigeby. Byn finns dokumenterad sedan år 1541.